# Samostan v Sinaii
Samostan (romunsko Mănăstirea Sinaia) v mestu Sinaia je v okrožju Prahova v Romuniji. Leta 1695 ga je ustanovil knez Mihai Cantacuzino in mu dal ime po velikem samostanu Svete Katarine pod goro Sinaj v Egiptu. Od leta 2005 živi v njem 13 menihov vzhodne pravoslavne cerkve, ki jih vodi iguman Macarie Bogus. Je del Bukareške nadškofije.

## Opis
Samostan ima dve dvorišči, obkroženi z nizkimi stavbami. V središču vsakega dvorišča je v bizantinskem slogu zgrajena majhna cerkev. Biserica Veche (Stara cerkev) je iz leta 1695, medtem ko je bila nova Biserica Mare (Velika cerkev) zgrajena leta 1846.
Menihi imajo knjižnico, ki je zbirka dragocenosti družine Cantacuzino, pa tudi najstarejši romunski prevod Svetega pisma iz leta 1668.
Tukaj je pokopan Take Ionescu, nekdanji romunski ministrski predsednik.

## Zgodovina
Princ (spătarul) Mihai Cantacuzino je ustanovil samostan ob vrnitvi z romanja na goro Sinaj. Prve stavbe so bile dokončane med letoma 1690 in 1695. Namenjene so bile samostanu in utrjeni trdnjavi na poti od Brașova do Bukarešte.
Prvotni tloris je bil namenjen samo 12 menihom, kar naj bi posnemalo dvanajst apostolov, a se je sčasoma število menihov povečalo.
Sredi rusko-turške vojne 1735–1739 so menihi, preden so zapustili samostan,  skrili dragocene predmete, zakopali so jih pod zvonik. Turki so med bitko premagali vojake, ki so bili znotraj obzidja samostana. Območje so požgali in prebili obzidje na dveh mestih.
Do leta 1850 sta bila v Sinaii le samostan in skupina koč. Leta 1864 pa je bila samostanska posest dodeljena upravnemu odboru civilnih bolnišnic (Eforia Spitalelor Civile), ki je odprla bolnišnico in nekaj kopeli ter pomagala razviti mineralne izvire.
Leta 1948 je samostan pripadel Bukareški nadškofiji, ki je bila v odboru civilnih bolnišnic. Romunski patriarh Justinian Marina je med letoma 1951 in 1957 obnovil zgradbe z denarjem nadškofije. V samostanu so dobili tekočo vodo, elektriko in zemeljski plin. Zahvaljujoč prizadevanjem kralja Karla I. je Velika cerkev samostana postala prva cerkev v Romuniji, ki je uporabljala električne luči.

## Stara cerkev
Stara cerkev je bila zgrajena leta 1695. Leta 2006 je bila zaprta, da bi začeli obnovitveni projekt in ji vrnili njeno nekdanjo lepoto. Izvirne notranje poslikave je končal vlaški slikar Pârvu Mutu (1657–1735), prvič pa je bila obnovljena leta 1795. Stara cerkev je bila ponovno odprta leta 2016.

## Velika cerkev
Pod vodstvom igumanov Ioasafa in Paisieja se je gradnja Velike cerkve začela leta 1842. Sredstva je dal samostan. Končana je bila leta 1846. V letih od 1897 do 1903 jo je razširil Odbor civilnih bolnišnic.

### Sedanji videz
Cerkvi je današnjo podobo dal arhitekt George Mandrea. Uporabil je moldavski in brankovanski slog (vlaška renesansa) iz Vlaške. Pas treh zelenih linij iz emajla, ki obkrožajo stavbo, predstavlja enotnost svete Trojice v enem Bogu in enotnost treh romunskih kraljestev v eni državi.

### Slike
Zlate mozaike je ustvaril danski umetnik Aage Exner v značilnem neobizantinskem slogu. Glavne slike kažejo pet oseb:
- Iosifa Gheorghiana, prvega metropolita, ki je leta 1903 ponovno odprl stavbo,
- romunskega kralja Karla I., oblečenega kot častnik, z desno roko na skalnem stebru z manjkajočim delom, ki simbolizira manjkajoča romunska ozemlja v tistem času,
- Pauline Elisabeth Ottilie Luise iz Wieda, romunsko kraljico, znano pesnico z imenom Carmen Sylva,
- romunsko princeso Mario, edinega otroka kraljice Elizabete, ki je umrla že v zgodnjih letih,
- Mihaila Cantacuzina, graditelja Stare cerkve.

### Oprema
Pohištvo je leseno (gorski javor, javor in hrast), izdelal ga je Constantin Babic s svojimi študenti na umetniški šoli v Bukarešti (Ṣcoala de Arte si Meserii). Na kraljevem prestolu sta kraljevski grb in geslo Nihil sine Deo (nič brez Boga). V kraljičin prestol sta vtisnjeni črki E.D.  Oba prestola sta pozlačena.
Dve ruski ikoni, sveti Sergej in sveti Nikolaj, je leta 1903 podaril ruski kralj Nikolaj II. igumanu Nifonu Arhimandrituluju za krst princa Nikolaja, sina romunskega kralja Ferdinanda.
Izjemno delo v samostanu je religiozna ikona (epitafija), delo Anne Roth, izdelana iz svile in zlata na bombažni  podlagi. Delo je trajalo tri leta (od 1897 do 1900).

## Zvonik
Ko je bil iguman Nifon Popescu (1888–1909), je bil na obzidje samostana dodan velik zvonik. Končan je bil leta 1892. Zvon, težek 1700 kilogramov, so prinesli s stolpa Colţea v Bukarešti.

## Muzej
Leta 1895 je bil odprt samostanski muzej, to je bila prva razstava verskih objektov v Romuniji. V njem so zbirke ikon in križev iz 17. stoletja, prvo Sveto pismo v romunščini (Bukarešta, 1688) in številni drugi dragoceni predmeti.

## Galerija
- Samostan
- Dvorišče
- Refektorij